# Дмитро Круглов
Дмитро Круглов (ест. Dmitri Kruglov, нар. 24 травня 1984, Тапа) — естонський футболіст, захисник клубу «Ростов».
Насамперед відомий виступами за клуб «Нефтчі», а також національну збірну Естонії.

## Виступи за збірну
У 2004 році дебютував в офіційних матчах у складі національної збірної Естонії. Наразі провів у формі головної команди країни 81 матч, забивши 1 гол.

## Титули та досягнення
- Чемпіон Естонії (3):

Левадія: 2013, 2014
ФКІ Таллінн: 2016
- Володар Кубка Естонії (4):

ФКІ Левадія: 2003-04, 2004-05, 2017-18
ФКІ Таллінн: 2016-17
- Володар Суперкубка Росії (1):

Локомотив: 2005
- Володар Суперкубка Естонії (3):

ФКІ Левадія: 2015, 2018
ФКІ Таллінн: 2017